# Vereeniging (vervoerbedrijf)
De Vereeniging, volledige naam Tram- en Bargedienst 'Vereeniging' (TBV), later NV Autobusdiensten Vereeniging (AV), gevestigd te Jutphaas, was van 1870 tot 1974 een rederij, exploitant van de tramlijn Utrecht - Vreeswijk en diverse autobusdiensten ten zuiden en zuidwesten van Utrecht, sinds 1942 als participant in de N.V. Vervoermaatschappij "De Twee Provinciën".

## Geschiedenis

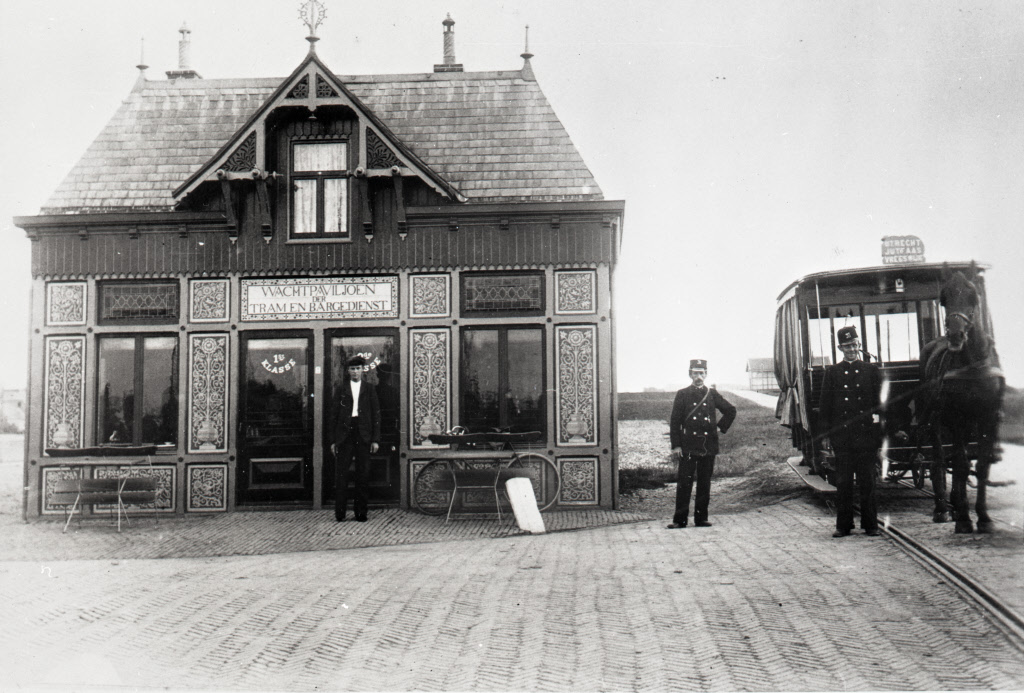
een paardentram bij het wachtpaviljoen voor de tram en de bargedienst in Vreeswijk

In 1870 werd de 'Reederij der Stoombargedienst tussen Utrecht-IJsselstein en Vreeswijk' opgericht door de reder Johann Hermann von Santen, die ook belangen had in de Lekdienst. Deze naam werd in 1884 gewijzigd in Reederij 'Vereeniging'. Twee jaar later nam de rederij de exploitatie van de stoomtram tussen Utrecht en Vreeswijk over van de IJSM.
In dat jaar werd de naam gewijzigd in 'NV Stoomtram- en Bargedienst Vereeniging' (SBV). Na de omzetting van de tramlijn van stoomtram tot paardentram volgde in 1893 opnieuw een naamswijziging en wel tot 'NV Tram- en Bargedienst-Vereeniging' (TBV).
In 1923 opende de Vereeniging een eerste busdienst tussen Utrecht en IJsselstein, en van Utrecht naar Gorinchem via Vianen. Vanaf hetzelfde jaar werd de tramdienst als tractortram gereden. De tractorbus reed vanaf Vreeswijk als bus door naar Vianen. Eind 1928 werd de tramlijn opgeheven en vond het vervoer tussen beide plaatsen alleen nog maar per bus plaats. De naam van het bedrijf werd kort daarop gewijzigd 'NV Autobusdiensten Vereeniging'. Na oplevering van de Lekbrug werden de diensten richting Vijfheerenlanden uitgebreid.
Met een aantal andere bedrijven besloot de Vereeniging in 1942 onder druk van de Commissie Vergunningen Personenvervoer, die streefde naar concentratie in het streekvervoer, tot oprichting van het samenwerkingsverband De Twee Provinciën (TP). In de vroege jaren zeventig werd de AV ingelijfd door de Reederij op de Lek te Kinderdijk (een van de andere TP-participanten) en in 1974 ging de gehele TP op in NS-dochter Westnederland te Waddinxveen.

## Lijnennet (1963)
- 19: Ameide - Meerkerk - Nieuwland - Leerbroek - Leerdam
- 26: Utrecht - Jutphaas - IJsselstein (mede uitgevoerd door Van de Wijngaard)
- 26A: Utrecht - Jutphaas - IJsselstein - Benschop - Polsbroekerdam - Polsbroek - Haastrecht - Gouda
- 26B: IJsselstein - Montfoort
- 28: Utrecht - Jutphaas - Vreeswijk
- 29: Utrecht (-Jutphaas) - Vianen - Lexmond - Meerkerk - Arkel - Gorinchem (mede uitgevoerd door Hagenouw)
- 30: Utrecht (-Jutphaas) - Vreeswijk - Vianen - Zijderveld/Lexmond - Heicop - Schoonrewoerd - Leerdam - Kedichem - Arkel - Gorinchem
- 31: Vianen - Hagestein - Everdingen - Culemborg
- 35: Schoonhoven - Vlist - Polsbroekerdam - Oudewater
- 32: Utrecht - Houten - 't Goy/Schalkwijk
- 33: Vreeswijk - Tull en 't Waal - Schalkwijk - Culemborg